# Wagener Glen Creek
Wagener Glen Creek – strumień w Stanach Zjednoczonych, w stanie Nowy Jork, w hrabstwie Steuben. Długość cieku nie została określona, natomiast powierzchnia zlewni wynosi 10,6 km². Strumień wpada do jeziora Keuka w miejscowości Pulteney.